# Os 100 melhores filmes do século XXI segundo a BBC
A lista dos 100 melhores filmes do século XXI é um ranking elaborado em agosto 2016 pela British Broadcasting Corporation (BBC). Os filmes foram escolhidos por um júri de 177 críticos de cinema de todo o mundo. Ela foi compilada através da coleta dos dez melhores filmes apresentados pelos críticos que foram convidados a listar os melhores filmes lançados desde o ano 2000. A lista tem exatamente 102 filmes, devido a um empate para a 100ª colocação entre Carlos, Requiem for a Dream, e Toni Erdmann.

## Lista completa
| No. | Filme                                                      | Diretor                          | Ano  |
| --- | ---------------------------------------------------------- | -------------------------------- | ---- |
| 1   | Mulholland Dr                                              | David Lynch                      | 2001 |
| 2   | In the Mood for Love                                       | Wong Kar-wai                     | 2000 |
| 3   | There Will Be Blood                                        | Paul Thomas Anderson             | 2007 |
| 4   | Spirited Away                                              | Hayao Miyazaki                   | 2001 |
| 5   | Boyhood                                                    | Richard Linklater                | 2014 |
| 6   | Eternal Sunshine of the Spotless Mind                      | Michael Gondry                   | 2004 |
| 7   | The Tree of Life                                           | Terrence Malick                  | 2011 |
| 8   | Yi Yi: A One and a Two                                     | Edward Yang                      | 2000 |
| 9   | Jodaeiye Nader az Simin                                    | Asghar Farhadi                   | 2011 |
| 10  | No Country for Old Men                                     | Coen Brothers                    | 2007 |
| 11  | Inside Llewyn Davis                                        | Coen Brothers                    | 2013 |
| 12  | Zodiac                                                     | David Fincher                    | 2007 |
| 13  | Children of Men                                            | Alfonso Cuaron                   | 2006 |
| 14  | The Act of Killing                                         | Joshua Oppenheimer               | 2012 |
| 15  | 4 Meses, 3 Semanas e 2 Dias                                | Cristian Mungiu                  | 2007 |
| 16  | Holy Motors                                                | Leos Carax                       | 2012 |
| 17  | Pan's Labyrinth                                            | Guillermo Del Toro               | 2006 |
| 18  | Das weiße Band                                             | Michael Haneke                   | 2009 |
| 19  | Mad Max: Fury Road                                         | George Miller                    | 2015 |
| 20  | Synecdoche, New York                                       | Charlie Kaufman                  | 2008 |
| 21  | The Grand Budapest Hotel                                   | Wes Anderson                     | 2014 |
| 22  | Lost in Translation                                        | Sofia Coppola                    | 2003 |
| 23  | Caché                                                      | Michael Haneke                   | 2005 |
| 24  | The Master                                                 | Paul Thomas Anderson             | 2012 |
| 25  | Memento                                                    | Christopher Nolan                | 2001 |
| 26  | 25th Hour                                                  | Spike Lee                        | 2002 |
| 27  | A Rede Social                                              | David Fincher                    | 2010 |
| 28  | Talk to Her                                                | Pedro Almodóvar                  | 2002 |
| 29  | WALL-E                                                     | Andrew Stanton                   | 2008 |
| 30  | Oldboy                                                     | Park Chan-wook                   | 2003 |
| 31  | Margaret                                                   | Kenneth Lonergan                 | 2011 |
| 32  | Das Leben der Anderen                                      | Florian Henckel von Donnersmarck | 2006 |
| 33  | The Dark Knight                                            | Christopher Nolan                | 2008 |
| 34  | Saul fia                                                   | László Nemes                     | 2015 |
| 35  | O Tigre e o Dragão                                         | Ang Lee                          | 2000 |
| 36  | Timbuktu                                                   | Abderrahmane Sissako             | 2014 |
| 37  | Uncle Boonmee Who Can Recall His Past Lives                | Apichatpong Weerasethakul        | 2010 |
| 38  | Cidade de Deus                                             | Fernando Meirelles Kátia Lund    | 2002 |
| 39  | O Novo Mundo                                               | Terrence Malick                  | 2005 |
| 40  | Brokeback Mountain                                         | Ang Lee                          | 2005 |
| 41  | Inside Out                                                 | Pete Docter                      | 2015 |
| 42  | Amour                                                      | Michael Haneke                   | 2012 |
| 43  | Melancholia                                                | Lars von Trier                   | 2011 |
| 44  | 12 Years a Slave                                           | Steve McQueen                    | 2013 |
| 45  | La vie d'Adèle                                             | Abdellatif Kechiche              | 2013 |
| 46  | Copie Conforme                                             | Abbas Kiarostami                 | 2010 |
| 47  | Leviathan                                                  | Andrey Zvyagintsev               | 2014 |
| 48  | Brooklyn                                                   | John Crowley                     | 2015 |
| 49  | Adeus à Linguagem                                          | Jean-Luc Godard                  | 2014 |
| 50  | Nie Yinniang                                               | Hou Hsiao-hsien                  | 2015 |
| 51  | A Origem                                                   | Christopher Nolan                | 2010 |
| 52  | Tropical Malady                                            | Apichatpong Weerasethakul        | 2004 |
| 53  | Moulin Rouge!                                              | Baz Luhrmann                     | 2001 |
| 54  | Once Upon a Time in Anatolia                               | Nuri Bilge Ceylan                | 2011 |
| 55  | Ida                                                        | Paweł Pawlikowski                | 2013 |
| 56  | Werckmeister Harmonies                                     | Béla Tarr, Ágnes Hranitzky       | 2000 |
| 57  | Zero Dark Thirty                                           | Kathryn Bigelow                  | 2012 |
| 58  | Moolaadé                                                   | Ousmane Sembène                  | 2004 |
| 59  | A History of Violence                                      | David Cronenberg                 | 2005 |
| 60  | Syndromes and a Century                                    | Apichatpong Weerasethakul        | 2006 |
| 61  | Under the Skin                                             | Jonathan Glazer                  | 2013 |
| 62  | Inglourious Basterds                                       | Quentin Tarantino                | 2009 |
| 63  | The Turin Horse                                            | Béla Tarr, Ágnes Hranitzky       | 2011 |
| 64  | A Grande Beleza                                            | Paolo Sorrentino                 | 2013 |
| 65  | Fish Tank                                                  | Andrea Arnold                    | 2009 |
| 66  | Primavera, Verão, Outono, Inverno... e Primavera           | Kim Ki-duk                       | 2003 |
| 67  | The Hurt Locker                                            | Kathryn Bigelow                  | 2008 |
| 68  | The Royal Tenenbaums                                       | Wes Anderson                     | 2001 |
| 69  | Carol                                                      | Todd Haynes                      | 2015 |
| 70  | Stories We Tell                                            | Sarah Polley                     | 2012 |
| 71  | Tabu                                                       | Miguel Gomes                     | 2012 |
| 72  | Only Lovers Left Alive                                     | Jim Jarmusch                     | 2013 |
| 73  | Before Sunset                                              | Richard Linklater                | 2004 |
| 74  | Spring Breakers                                            | Harmony Korine                   | 2012 |
| 75  | Inherent Vice                                              | Paul Thomas Anderson             | 2014 |
| 76  | Dogville                                                   | Lars von Trier                   | 2003 |
| 77  | O Escafandro e a Borboleta (filme)                         | Julian Schnabel                  | 2007 |
| 78  | O Lobo de Wall Street                                      | Martin Scorsese                  | 2013 |
| 79  | Quase Famosos                                              | Cameron Crowe                    | 2000 |
| 80  | The Return                                                 | Andrey Zvyagintsev               | 2003 |
| 81  | Shame                                                      | Steve McQueen                    | 2011 |
| 82  | Um Homem Sério                                             | Coen Brothers                    | 2009 |
| 83  | A.I. - Inteligência Artificial                             | Steven Spielberg                 | 2001 |
| 84  | Her                                                        | Spike Jonze                      | 2013 |
| 85  | Un prophète                                                | Jacques Audiard                  | 2009 |
| 86  | Longe do Paraíso                                           | Todd Haynes                      | 2002 |
| 87  | Le fabuleux destin d'Amélie Poulain                        | Jean-Pierre Jeunet               | 2001 |
| 88  | Spotlight                                                  | Tom McCarthy                     | 2015 |
| 89  | La mujer sin cabeza                                        | Lucrecia Martel                  | 2008 |
| 90  | O Pianista                                                 | Roman Polanski                   | 2002 |
| 91  | O Segredo dos Seus Olhos                                   | Juan José Campanella             | 2009 |
| 92  | The Assassination of Jesse James by the Coward Robert Ford | Andrew Dominik                   | 2007 |
| 93  | Ratatouille                                                | Brad Bird                        | 2007 |
| 94  | Låt den rätte komma in                                     | Tomas Alfredson                  | 2008 |
| 95  | Moonrise Kingdom                                           | Wes Anderson                     | 2012 |
| 96  | Finding Nemo                                               | Andrew Stanton                   | 2003 |
| 97  | White Material                                             | Claire Denis                     | 2009 |
| 98  | Dez                                                        | Abbas Kiarostami                 | 2002 |
| 99  | Les glaneurs et la glaneuse                                | Agnès Varda                      | 2000 |
| 100 | Carlos                                                     | Olivier Assayas                  | 2010 |
| 100 | Requiem for a Dream                                        | Darren Aronofsky                 | 2000 |
| 100 | Toni Erdmann                                               | Maren Ade                        | 2016 |